# Port lotniczy Kerteh
Port lotniczy Kerteh (IATA: KTE, ICAO: WMKE) – port lotniczy położony w Kerteh, w stanie Terengganu, w Malezji.